# Burgermedewerker (Nederlandse Ministerie van Defensie)

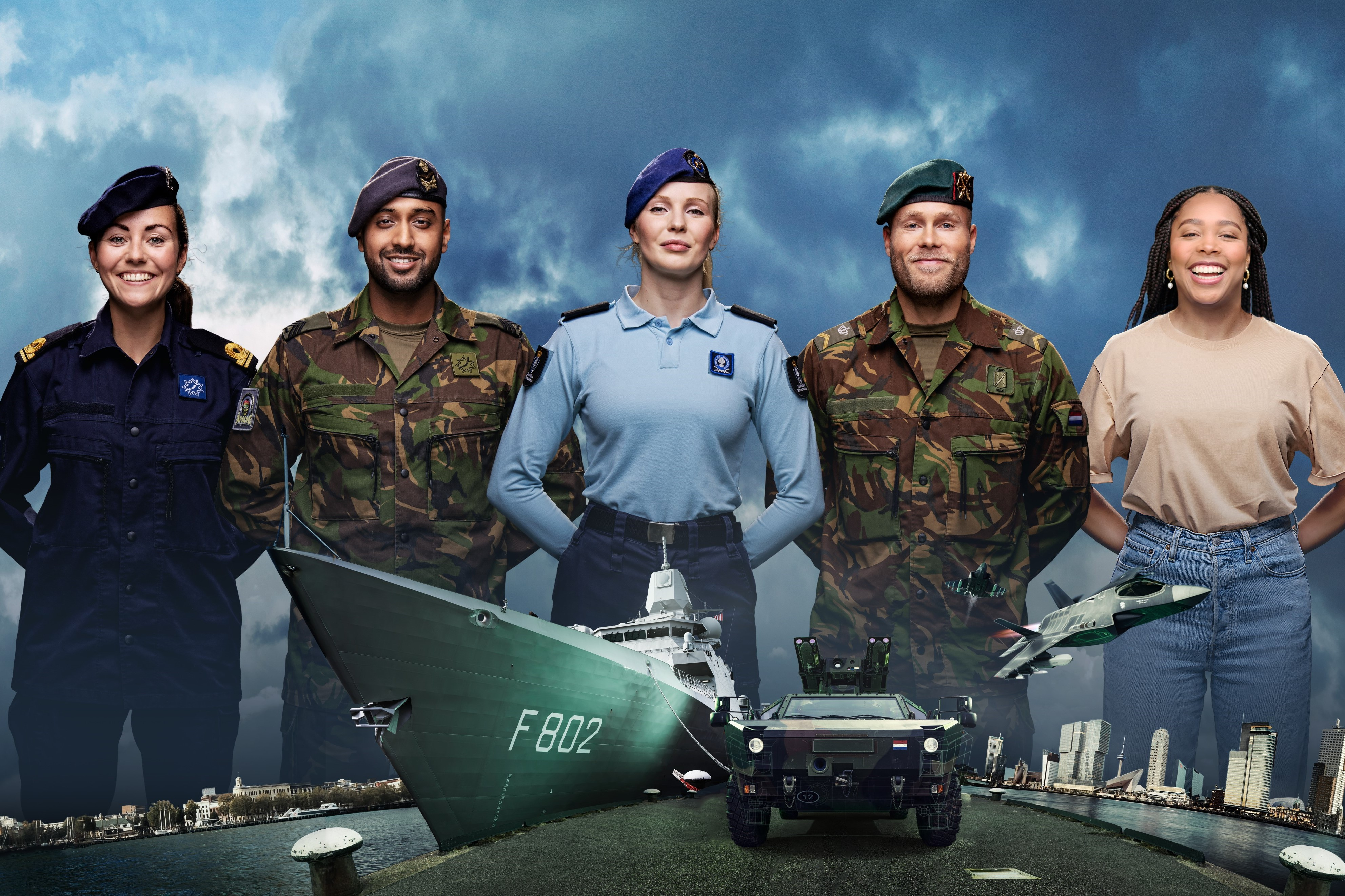
Afbeelding van een wervingscampagne van het Ministerie van Defensie. Naast de militairen van de vier krijgsmachtdelen is de burgermedewerker ook vertegenwoordigd op de afbeelding.

Een burgermedewerker of burgerambtenaar in dienst van het Nederlandse Ministerie van Defensie is een ambtenaar die werkt bij het Ministerie, maar niet is aangesteld als militair. Burgermedewerkers binnen defensie zijn doorgaans specialisten en brengen, vanwege het feit dat zij in tegenstelling tot militairen niet periodiek hoeven te wisselen van functie, continuïteit.
Op 1 september 2024 werkten er 24.212 burgermedewerkers bij het Ministerie van Defensie waarvan 16.764 man en 7.448 vrouw.

## Arbeidsovereenkomst
Burgermedewerkers binnen het Ministerie van Defensie hebben een andere Collectieve arbeidsovereenkomst dan militairen en Rijksambtenaren en vallen onder het Burgerlijk ambtenarenreglement defensie (BARD). De arbeidsvoorwaarden voor burgermedewerkers zijn verder beschreven in:
- Inkomstenbesluit burgerlijke ambtenaren defensie
- Inkomstenregeling burgerlijke ambtenaren defensie
- Verplaatsingskostenbesluit defensie
- Verplaatsingskostenregeling defensie
- Besluit Dienstreizen Defensie
- Regeling dienstreizen defensie
- Voorzieningenstelsel buitenland defensiepersoneel[5]

## Vergelijking rangen en schalen
Ter onderbouwing van het loongebouw worden er binnen het Ministerie van Defensie somscores gebruikt waarmee zowel militaire- als burgerfuncties worden gewaardeerd. Met deze somscores kunnen de schalen van burgermedewerkers voor wat betreft verantwoordelijkheden vergeleken worden met de rangen van militairen:
| Burgermedewerkers | Som score | Militairen         |
| Schaal 1          | 14        | Soldaat            |
| Schaal 1          | 15        | Soldaat            |
| Schaal 1          | 16        | Soldaat            |
| Schaal 2          | 17        | Soldaat            |
| Schaal 2          | 18        | Soldaat            |
| Schaal 2          | 19        | Korporaal          |
| Schaal 2          | 20        | Korporaal          |
| Schaal 3          | 21        | Korporaal          |
| Schaal 3          | 22        | Korporaal          |
| Schaal 3          | 23        | Korporaal          |
| Schaal 3          | 24        | Korporaal          |
| Schaal 4          | 25        | Korporaal          |
| Schaal 4          | 26        | Sergeant           |
| Schaal 4          | 27        | Sergeant           |
| Schaal 5          | 28        | Sergeant           |
| Schaal 5          | 29        | Sergeant           |
| Schaal 5          | 30        | Sergeant           |
| Schaal 6          | 31        | Sergeant           |
| Schaal 6          | 32        | Sergeant-majoor    |
| Schaal 6          | 33        | Sergeant-majoor    |
| Schaal 6          | 34        | Sergeant-majoor    |
| Schaal 7          | 35        | Adjudant           |
| Schaal 7          | 36        | Adjudant           |
| Schaal 7          | 37        | Adjudant           |
| Schaal 8          | 38        | Luitenant          |
| Schaal 8          | 39        | Luitenant          |
| Schaal 8          | 40        | Luitenant          |
| Schaal 8          | 41        | Luitenant          |
| Schaal 9          | 42        | Kapitein           |
| Schaal 9          | 43        | Kapitein           |
| Schaal 9          | 44        | Kapitein           |
| Schaal 10         | 45        | Kapitein           |
| Schaal 10         | 46        | Kapitein           |
| Schaal 10         | 47        | Majoor             |
| Schaal 10         | 48        | Majoor             |
| Schaal 11         | 49        | Majoor             |
| Schaal 11         | 50        | Majoor             |
| Schaal 11         | 51        | Majoor             |
| Schaal 12         | 52        | Luitenant-kolonel  |
| Schaal 12         | 53        | Luitenant-kolonel  |
| Schaal 12         | 54        | Luitenant-kolonel  |
| Schaal 13         | 55        | Luitenant-kolonel  |
| Schaal 13         | 56        | Luitenant-kolonel  |
| Schaal 13         | 57        | Luitenant-kolonel  |
| Schaal 13         | 58        | Luitenant-kolonel  |
| Schaal 14         | 59        | Kolonel            |
| Schaal 14         | 60        | Kolonel            |
| Schaal 14         | 61        | Kolonel            |
| Schaal 15         | 62        | Kolonel            |
| Schaal 15         | 63        | Kolonel            |
| Schaal 16         | 64        | Brigadegeneraal    |
| Schaal 16         | 65        | Brigadegeneraal    |
| Schaal 16         | 66        | Brigadegeneraal    |
| Schaal 17         | 67        | Generaal-majoor    |
| Schaal 17         | 68        | Generaal-majoor    |
| Schaal 17         | 69        | Generaal-majoor    |
| Schaal 18         | 70        | Luitenant-generaal |

Een salarisschaal is niet altijd één op één te vergelijken met een militaire rang. Een burgermedewerker in schaal 10 kan bijvoorbeeld een functie bekleden die door een militair met de rang van kapitein (functie met somscore 45 en 46) of met de rang van majoor (functie met somscores 47 en 48) wordt uitgeoefend. De salarisschalen komen wel één-op-één overeen met die van Rijksambtenaren, wat een directe vergelijking mogelijk maakt op basis van de salarisschaal.